# Odontocera lineatocollis
Odontocera lineatocollis är en skalbaggsart som beskrevs av Julius Melzer 1935. Odontocera lineatocollis ingår i släktet Odontocera och familjen långhorningar. Inga underarter finns listade i Catalogue of Life.